# Liste der Naturschutzgebiete im Landkreis Vulkaneifel
Im rheinland-pfälzischen Landkreis Vulkaneifel gibt es die in der folgenden Tabelle aufgelisteten Naturschutzgebiete.
| Name                                                                               | Bild             | Kennung               | Kreis                                                | Einzelheiten | Position | Fläche Hektar | Datum |
| ---------------------------------------------------------------------------------- | ---------------- | --------------------- | ---------------------------------------------------- | --- | -------- | ------------- | ----- |
| Immerather Maar                                                                    |                  | 7233-001 WDPA: 81985  | Landkreis Vulkaneifel                                | Immerath Maar in seinem gesamten Umfang, seine natürliche Ufervegetation und die Tier- und Pflanzenwelt | ⊙        | 66            | 1979  |
| Wacholdergelände bei Bleckhausen                                                   |                  | 7233-002 WDPA: 82831  | Landkreis Vulkaneifel                                | Bleckhausen Wacholdergelände im Forstdistrikt „Etgestalerkopf“ | ⊙        | 3,1           | 1937  |
| Ernstberg                                                                          |                  | 7233-003 WDPA: 81623  | Landkreis Vulkaneifel                                | Hinterweiler Altpleistozäner Schichtvulkan mit ringförmiger Anordnung seiner Schweißschlacken- und Basalteinlagerungen (Nephelin-Leuzitit), Vorkommen der Mondviole (Lunaris rediviva) | ⊙        | 100           | 1978  |
| Auf Lind bei Esch                                                                  | BW               | 7233-004 WDPA: 318143 | Landkreis Vulkaneifel                                | Esch (bei Gerolstein) Montaner wacholderreicher Halbtrockenrasen mit Gebüsch und Laubwald; efährdete und artenreiche Tier- und Pflanzengesellschaften; Schiffelheide | ⊙        | 6,5           | 1984  |
| Baumberg bei Wiesbaum                                                              |                  | 7233-005 WDPA: 162349 | Landkreis Vulkaneifel                                | Wiesbaum Montaner wacholderreicher Halbtrockenrasen mit Gebüsch; gefährdete und artenreiche Tier- und Pflanzengesellschaften; Schiffelheide | ⊙        | 12            | 1985  |
| Pulvermaar mit Römerberg und Strohner Märchen                                      | Strohner Märchen | 7233-006 WDPA: 165052 | Landkreis Vulkaneifel                                | Gillenfeld, Strohn Vulkanlandschaft der Eifel mit zwei Maaren sowie einem Tuff- und Schlackenkegel (Pulvermaar, Strohner Märchen und Römerberg) | ⊙        | 113           | 1984  |
| Im Hirtenberg bei Feusdorf                                                         | BW               | 7233-007 WDPA: 163871 | Landkreis Vulkaneifel                                | Feusdorf Teilbereich des Hirtenberges mit Halbtrockenrasen und naturnahen Gebüsch-Formationen; Lebensraum seltener, gefährdeter und artenreicher Tier- und Pflanzengesellschaften; Schiffelheide | ⊙        | 1,6           | 1984  |
| Eusberg bei Mirbach                                                                |                  | 7233-008 WDPA: 163010 | Landkreis Vulkaneifel                                | Wiesbaum Eusberg mit wacholderreichen Halbtrockenrasen sowie Gebüsch- und Fels-Formationen; Lebensraum seltener, bestandsgefährdeter und artenreicher Tier- und Pflanzengesellschaften; Schiffelheide                                                                                                 | ⊙        | 10            | 1985  |
| Auf Klein-Pamet bei Walsdorf                                                       | BW               | 7233-009 WDPA: 318141 | Landkreis Vulkaneifel                                | Walsdorf (Eifel) Kalk-Kleinseggenrieder sowie feuchte Grünlandgesellschaften wie Großseggenrieder, nasse Staudenfluren, Sumpfdotterblumenwiesen, Pfeifengraswiesen und mäßig feuchte Glatthaferwiesen                                                                                                 | ⊙        | 1,3           | 1988  |
| Barsberg                                                                           | BW               | 7233-010 WDPA: 81369  | Landkreis Vulkaneifel                                | Bongard Barsberg mit Umgebung | ⊙        | 14,83         | 1939  |
| Duppacher Maar                                                                     |                  | 7233-011 WDPA: 81564  | Landkreis Vulkaneifel                                | Duppach durch Maarvulkanismus entstandener Explosionstrichter mit Schlackentuffen, Basaltstrom und Mineralquelle | ⊙        | 67            | 1983  |
| Hundsbachtal                                                                       | BW               | 7233-012 WDPA: 81968  | Landkreis Vulkaneifel                                | Birresborn, Gerolstein | ⊙        | 45,66         | 1948  |
| Im Felst bei Birresborn                                                            | BW               | 7233-013 WDPA: 318589 | Landkreis Vulkaneifel                                | Birresborn ehemaliger Niederwald, tot- und altholzreicher Schluchtwald im Naturraum „Mittleres Kylltal“ | ⊙        | 9,5           | 1998  |
| Kauligenberg bei Mirbach                                                           | BW               | 7233-014 WDPA: 164043 | Landkreis Vulkaneifel                                | Wiesbaum Kauligenberg mit montanen Halbtrockenrasen und artenreichem Kalkbuchenwald mit angrenzenden naturnahen Gebüsch-Formationen | ⊙        | 15            | 1985  |
| Am Berg bei Walsdorf                                                               | BW               | 7233-015 WDPA: 162142 | Landkreis Vulkaneifel                                | Walsdorf (Eifel) Kalk-Kleinseggenrieder sowie feuchte Grünlandgesellschaften als Lebensraum gefährdeter Pflanzen- und Tierarten, insbesondere Seggen-, Wollgras-, Orchideen-, Sumpfmoos- und Insektenarten                                                                                            | ⊙        | 1             | 1988  |
| Nerother Kopf                                                                      |                  | 7233-016 WDPA: 82226  | Landkreis Vulkaneifel                                | Neunkirchen (Daun) pleistozäner Schichtvulkan mit Schweißschlackenkegel im Schlotbereich, umgeben von Tuffen und Schlacken verschiedener Korngröße, im Norden mit einem halbringförmigen Basaltvorkommen (Olivin-Nephelin-Leuzitid)                                                                   | ⊙        | 75            | 1978  |
| Dauner Maare                                                                       |                  | 7233-017 WDPA: 7012   | Landkreis Vulkaneifel                                | Gemünden (Daun), Schalkenmehren Vulkanlandschaft aus Gemündener Maar, Weinfelder Maar (Totenmaar) und Schalkenmehrener Maar mit dem verlandeten Maar | ⊙        | 229           | 1984  |
| Auf Seckerath bei Mirbach                                                          | BW               | 7233-018 WDPA: 162292 | Landkreis Vulkaneifel                                | Wiesbaum wacholderreicher Halbtrockenrasen in der inneren Kalkeifel mit naturnahen Gebüsch- und Laubwald-Formationen; Schiffelheide | ⊙        | 5,6           | 1985  |
| Die Büdden bei Oberbettingen                                                       | BW               | 7233-019 WDPA: 162735 | Landkreis Vulkaneifel                                | Hillesheim (Eifel), Bolsdorf Sumpfflächen im oberen Kylltal mit nassen Staudenfluren, Quellfluren, Binsenwiesen, Sumpfdotterblumenwiesen und Großseggenriedern | ⊙        | 8,5           | 1988  |
| Am Haidepütz bei Walsdorf                                                          | BW               | 7233-020 WDPA: 162156 | Landkreis Vulkaneifel                                | Walsdorf (Eifel) Kalk-Kleinseggenrieder sowie feuchte Grünlandgesellschaften; gefährdete Pflanzen- und Tierarten, insbesondere Seggen-, Wollgras-, Orchideen-, Sumpfmoos- und Insektenarten | ⊙        | 2,7           | 1988  |
| Wacholdergebiet bei Demerath                                                       | BW               | 7233-021 WDPA: 82830  | Landkreis Vulkaneifel                                | Demerath | ⊙        | 1,3           | 1962  |
| Geisert bei Demerath                                                               | BW               | 7233-022 WDPA: 163217 | Landkreis Vulkaneifel                                | Demerath wacholderreiche Zwergstrauchheide mit Fragmenten von Borstgrasrasen | ⊙        | 2,91          | 1993  |
| Vulkan Kalem                                                                       |                  | 7233-023 WDPA: 82826  | Landkreis Vulkaneifel                                | Birresborn altpleistozäner Schichtvulkan mit halbkreisförmigem Basaltring und 40 m mächtigem Lavastrom sowie Lava- und Basaltaufschlüssen | ⊙        | 40            | 1998  |
| Mürmes                                                                             | BW               | 7233-024 WDPA: 82196  | Landkreis Vulkaneifel                                | Ellscheid, Mehren (Eifel) Brut- und Rastplatz für zahlreiche Vogelarten | ⊙        | 43            | 1975  |
| Sängscheid bei Stadtkyll                                                           | BW               | 7233-025 WDPA: 165323 | Landkreis Vulkaneifel                                | Zwergstrauchheiden und Borstgrasrasen; gefährdete Tier- und Pflanzenarten | ⊙        | 1,35          | 1986  |
| Auf der Heid bei Stadtkyll                                                         | BW               | 7233-026 WDPA: 162282 | Landkreis Vulkaneifel                                | Stadtkyll Borstgrasrasen, Feuchtheiden, Zwergstrauchheiden und Gebüschkomplexe | ⊙        | 5,7           | 1995  |
| Kirchweiler Rohr                                                                   | BW               | 7233-028 WDPA: 164097 | Landkreis Vulkaneifel                                | Hinterweiler, Kirchweiler | ⊙        | 40,5          | 1990  |
| Winterberg bei Wiesbaum                                                            | BW               | 7233-029 WDPA: 166333 | Landkreis Vulkaneifel                                | Wiesbaum, Mirbach Winterberg mit montanen wacholderreichen Halbtrockenrasen und artenreichem Kalkbuchenwald mit angrenzenden naturnahen Gebüsch- und Laubwald-Formationen | ⊙        | 26            | 1985  |
| Holzmaar                                                                           |                  | 7233-030 WDPA: 81928  | Landkreis Vulkaneifel, Landkreis Bernkastel-Wittlich | Gillenfeld, Eckfeld Holzmaar und benachbartes Dürres Maar (Derrmärchen) | ⊙        | 48            | 1975  |
| Im Kälberpesch vor Birkelswieschen bei Zilsdorf                                    | BW               | 7233-031 WDPA: 163873 | Landkreis Vulkaneifel                                | Walsdorf (Eifel) Kalk-Kleinseggenrieder sowie Großseggenrieder, nasse Staudenfluren, Sumpfdotterblumenwiesen, Pfeifengraswiesen, mäßig feuchte Glatthaferwiesen und Gebüschformationen; gefährdete Pflanzen- und Tierarten, insbesondere Seggen-, Wollgras-, Orchideen-, Sumpfmoos- und Insektenarten | ⊙        | 1             | 1988  |
| Hönselberg                                                                         | BW               | 7233-033 WDPA: 81933  | Landkreis Vulkaneifel                                | Niederehe, Loogh Wacholderheide und Laubwald mit seltenen und bedrohten Tier- und Pflanzengesellschaften | ⊙        | 48            | 1983  |
| Ans Enden bei Walsdorf                                                             | BW               | 7233-034 WDPA: 162225 | Landkreis Vulkaneifel                                | Walsdorf (Eifel) Kalk-Kleinseggenrieder sowie weitere in ihrem Bestand bedrohte feuchte Grünlandgesellschaften | ⊙        | 1,8           | 1988  |
| Dreiser Weiher mit Döhmberg und Börchen                                            |                  | 7233-035 WDPA: 162804 | Landkreis Vulkaneifel                                | Betteldorf, Dreis-Brück, Oberehe-Stroheich Dreiser Weiher mit 4 Eruptionsstellen und Feuchtbiotop im Maarboden; Döhmberg mit basaltischem Tuff- und Schlackenkegel; blütenreiche Magerweiden im „Börchen“                                                                                             | ⊙        | 230           | 1986  |
| Möschelberg bei Lissendorf                                                         | BW               | 7233-036 WDPA: 164697 | Landkreis Vulkaneifel                                | Lissendorf Möschelberg mit Halbtrockenrasen und Gebüsch; Schiffelheide | ⊙        | 15            | 1985  |
| Mäuerchenberg, Hierenberg und Pinnert bei Gönnersdorf                              |                  | 7233-038 WDPA: 164585 | Landkreis Vulkaneifel                                | Gönnersdorf (Eifel), Birgel, Feusdorf montane wacholderreiche Halbtrockenrasen mit Gebüsch-, Fels- und Laubwald; Schiffelheide | ⊙        | 40            | 1985  |
| Remmelbachtal und Braunebachtal bei Mürlenbach                                     | BW               | 7233-039 WDPA: 165138 | Landkreis Vulkaneifel                                | Salm, Mürlenbach Kalkflachmoor, angrenzende Magerwiesen, Gebüsche, Saum- und Laubwaldgesellschaften, Fließgewässer mit Feuchtwiesen, Weiden, feuchte Hochstaudenfluren und Halbtrockenrasen | ⊙        | 153           | 1992  |
| Unter der Forst bei Walsdorf                                                       | BW               | 7233-041 WDPA: 165993 | Landkreis Vulkaneifel                                | Walsdorf Kalk-Kleinseggenriede und andere bedrohte feuchte Grünlandgesellschaften | ⊙        | 1,5           | 1993  |
| Sangweiher                                                                         | BW               | 7233-042 WDPA: 82492  | Landkreis Vulkaneifel                                | Schalkenmehren, Udler Sangweiher als Lebensraum von Tieren und Pflanzen, insbesondere feuchtland- und wassergebundener Vogelarten | ⊙        | 16            | 1983  |
| Ahbachtal                                                                          | BW               | 7233-043 WDPA: 81252  | Landkreis Vulkaneifel                                | Üxheim, Nohn Tal des Ahbaches von unterhalb der Nohner Mühle bis unterhalb der Ruine Dreimühlen | ⊙        | 56,4          | 1955  |
| Wirfttal bei Stadtkyll                                                             | BW               | 7233-044 WDPA: 166336 | Landkreis Vulkaneifel                                | Schüller, Stadtkyll nährstoffarmes Fließgewässer mit angrenzenden nassen Staudenfluren, Binsen- und Sumpfdotterblumen-Wiesen, Schwarzerlen-Galeriewäldern und Borstgras-Rasen | ⊙        | 6,5           | 1987  |
| Eishöhlen und Fischbachtal bei Birresborn                                          | BW               | 7233-045 WDPA: 318336 | Landkreis Vulkaneifel                                | Birresborn altholzreiches Laubmischwald-Ökosystem mit Felsen, Blockschutthalden und Höhlensystemen („Mühlsteinhöhlen“) | ⊙        | 75            | 1998  |
| Trilobitenfelder bei Gees                                                          | BW               | 7233-046 WDPA: 165948 | Landkreis Vulkaneifel                                | Pelm Fossilienführende Sedimentschichten, insbesondere mit verschiedenen Trilobitenarten; Magerrasen, Gebüsch und Mischwald | ⊙        | 17            | 1987  |
| Kobergswiese bei Berndorf                                                          | BW               | 7233-047 WDPA: 164171 | Landkreis Vulkaneifel                                | Berndorf Kalk-Kleinseggenrieder, Großseggenrieder und weitere bedrohte feuchte Grünlandgesellschaften | ⊙        | 1             | 1998  |
| Auf der Bach bei Berndorf                                                          | BW               | 7233-048 WDPA: 318137 | Landkreis Vulkaneifel                                | Berndorf Kalk-Kleinseggenrieder, Großseggenrieder und weitere bedrohte feuchte Grünlandgesellschaften | ⊙        | 13            | 1998  |
| Auf dem großen Scheid bei Berndorf                                                 | BW               | 7233-049 WDPA: 318131 | Landkreis Vulkaneifel                                | Berndorf Kalk-Kleinseggenrieder, Großseggenrieder und weitere bedrohte feuchte Grünlandgesellschaften; Kalkmagerrasen | ⊙        | 7             | 1998  |
| Hochkelberg mit Mosbrucher Weiher                                                  | BW               | 7233-050 WDPA: 81894  | Landkreis Vulkaneifel                                | Köttelbach, Kolverath, Sassen, Mosbruch Hochkelberg als markanter und typischer Schichtvulkan, Mosbrucher Maar sowie Mosbrucher Weiher, ein verlandetes Maar | ⊙        | 185           | 1980  |
| Im großen Reth bei Zilsdorf                                                        | BW               | 7233-051 WDPA: 163868 | Landkreis Vulkaneifel                                | Zilsdorf Kalk-Kleinseggenrieder und andere bedrohte feuchte Grünlandgesellschaften | ⊙        | 2,8           | 1988  |
| Steinbüchel bei Schüller                                                           | BW               | 7233-109 WDPA: 165714 | Landkreis Vulkaneifel                                | Schüller Borstgras-Triften, Zwergstrauch-Heiden, Pfeifengras-Streuwiesen, Binsen- und Sumpfdotterblumen-Wiesen und nasse Staudenfluren | ⊙        | 11,5          | 1987  |
| Gerolsteiner Dolomiten (Auberg, Munterley, Hustley, Papenkaule und Juddenkirchhof) | BW               | 7233-110 WDPA: 163236 | Landkreis Vulkaneifel                                | Gerolstein, Pelm Zentrum der Gerolsteiner Kalkmulde mit Auberg, Munterley, Hustley und Papenkaule, fossilienführende Sedimentschichten und Dolomitfelsen | ⊙        | 102           | 1990  |
| Legende für Naturschutzgebiet                                                      |                  |                       |                                                      | |          |               |       |